# Rita Polster
Rita Kristina Marianne Polster, född Sandholm 2 februari 1948 i Åbo, är en finländsk skådespelare. 
Polster studerade 1969 vid scenskolan i Stockholm och 1969–1972 vid scenskolan i Göteborg samt var 1968–1969 anställd vid Atelierteatern i Göteborg, 1972–1973 vid Riksteatern, 1973–1974 vid Åbo stadsteater, 1973–1974 och 1974–1975 vid Åbo svenska teater. Sedan 1975 är hon engagerad vid Svenska Teatern i Helsingfors. 
Musikalisk och sångkunnig har Polster ofta fått medverka i musikaler, med början från långköraren Stadin kundi 1979 och i sångprogram, till exempel Jaques Brel lever än och i Beatles-kavalkaden All You need is Love och i musikalen Showboat. Hennes kanske främsta karaktärsroll har varit Hedda Gabler i Jack Witikkas regi. En stark roll gjorde hon i Lars Noréns Så enkel är kärleken 1997. I Jorden runt på åttio dagar 1992 hade hon förvandlats till en mörk indisk skönhet, Mrs Aouda. Hon har också medverkat i radiopjäser, i tv och i filmer, av vilka den mest kända kanske är Harens år (1977) med Risto Jarva som regissör. 